# Retrosynthetische analyse
Retrosynthetische analyse of retrosynthese is een vakgebied binnen de organische chemie dat zich bezighoudt met het analyseren van omgekeerde syntheses. Dit impliceert dat men een complexe molecule afbreekt in kleinere onderdelen, zogenaamde retrons, om op die manier een chemische synthese te kunnen opstellen. Het is een belangrijke theoretische methode om een organische syntheseroute te kunnen opstellen. De synthons zijn meestal kleine en commercieel verkrijgbare precursors. De retrosynthetische analyse werd hoofdzakelijk ontwikkeld en geformaliseerd door Elias James Corey in zijn werk The Logic of Chemical Synthesis. Voor zijn werk verkreeg hij in 1990 de Nobelprijs voor de Scheikunde. Het proces van synthese en retrosynthese kan schematisch als volgt worden voorgesteld:
De kracht van een retrosynthetische analyse wordt pas duidelijk wanneer de werkelijke synthese wordt opgesteld. Het doel is immers om een overzicht te krijgen van de mogelijke bouwstenen van een molecule. Bovendien zijn er bij gewone syntheses vaak meerdere routes die kunnen gevolgd worden om een molecule op te bouwen. Via retrosynthese kunnen dergelijke reactiewegen makkelijk opgespoord en geanalyseerd worden. In iedere stap van het retrosynthetisch proces kan ook de literatuur worden geraadpleegd om te zien of een bepaalde precursor al eens gesynthetiseerd is. Op dat moment hoeft niet verder te worden gezocht naar kleinere bouwstenen, maar kan de synthese uit de literatuur gewoon worden overgenomen.

## Voorbeeld
Een voorbeeld is de retrosynthese van fenylazijnzuur. Door verplaatsing van het bindend elektronenpaar tussen de benzylgroep en de carboxylgroep ontstaan een elektrofiel benzylkation en een nucleofiel carboxylaatanion (met de negatieve lading op koolstof in plaats van op zuurstof). Dit zijn de zogenaamde synthons: ze zijn bouwstenen in de opbouw van de grotere structuureenheid. Deze ionen kunnen uiteraard niet op zichzelf bestaan, maar kunnen bereid worden uit respectievelijk benzylbromide en het cyanide-anion. Dit worden de synthetische equivalenten genoemd.
Nu kan de synthese van fenylazijnzuur worden opgesteld, uitgaande van benzylbromide en natriumcyanide. Het nucleofiele cyanide valt aan op het elektrondeficiënte koolstofatoom naast het broomatoom. Hierdoor wordt het intermediair benzylcyanide gevormd. Door hydrolyse kan het nitril worden omgezet in een carbonzuur, wat fenylazijnzuur oplevert.

## Strategieën
Er bestaan een aantal vaste patronen om aan retrosynthese te doen:
- Analyse van functionele groepen en hun mogelijke transformaties (reductie, oxidatie,  substitutie, eliminatie, additie), hetgeen kan leiden tot sterke vereenvoudiging van een complexe molecule.
- Het wegwerken van chiraliteit met stereochemische reacties, zoals de diels-alderreactie, de Claisen-omlegging en de Mitsunobu-reactie.
- Het sturen van een retrosynthese naar een bepaald intermediair of uitgangsstof.

Het identificeren van bepaalde sleutelverbindingen (dit kan door de functionele groepen te analyseren) in een molecule kan leiden tot afsplitsing van bepaalde stukken van een complexe molecule.